# 11427 Willemkolff
11427 Willemkolff este o planetă minoră (asteroid), cu un diametru de 11,549 km, din centura de asteroizi. A fost descoperită pe 24 septembrie 1960 la Observatorul Palomar de Cornelis Johannes van Houten și a fost numită după Willem Johan Kolff. 
Obiectul prezintă o orbită caracterizată de o semiaxă mare de 3,1628767 UAi, o excentricitate de 0,08667, o înclinație de 5,47101 ° în raport cu ecliptica.